# At All Cost
At All Cost war eine US-amerikanische Metalcore-Band aus Austin, Texas, die im Jahr 2002 gegründet wurde und sich 2009 auflöste.

## Geschichte
Die Band wurde Anfang 2002 gegründet. Es folgten die ersten Auftritte und die Arbeiten an einem ersten Tonträger. Dieser folgte im Jahr 2003 über The Imprint/Fiddler Records als EP unter dem Namen Shattered Dreams and Bourgeois Schemes. Im Jahr 2005 war die Gruppe die erste Band, die bei dem wiederbelebten Label Combat Records einen Tonträger veröffentlichte. Dies geschah im September mit dem Debütalbum It's Time to Decide. Die Band bestand hierbei aus dem Bassisten Bobby Andrews, den Gitarristen Michael „Mike“ Carrigan Theobald und Trey Ramirez, dem Schlagzeuger Grant Anderson und dem Sänger und Keyboarder Andrew Collins. Anfang Dezember spielte die Band zusammen mit The Banner. Zudem folgten Touren zusammen mit Norma Jean und Darkest Hour, ehe die Band Anfang 2007 einen Vertrag bei Century Media unterzeichnete. Im selben Jahr erschien bei diesem Label das zweite Album Circle of Demons. Nachdem die Band bereits im Jahr 2008 ihre Auflösung verkündet hatte, folgte eine letzte Show im Dezember 2009 zusammen mit The Jonbenét, wonach sich beide Bands auflösten. Bei dem Auftritt waren bei At All Cost alle vergangenen und aktuellen Mitglieder auf der Bühne vertreten. Nach der Auflösung trat Mike Carrigan Hour bei. Am 21. Dezember 2012 fand die Band wieder zusammen, um ein Konzert in Austin an dem durch den Maya-Kalender falsch gedeuteten Weltuntergangstag zu spielen. Weitere Bands hierbei waren Recover, Employer, Employee, Pack of Wolves, The Visitors, Assacre, Krum Bums und Spiritual Wives.

## Stil
Auf ihrem Debüt It's Time to Decide spielte die Band aggressiven Metalcore, wobei der Einsatz eines Vocoders charakteristisch ist. Zudem werden gelegentlich genrefremde Instrumente wie eine Slide-Gitarre, eine Orgel oder eine Violine eingesetzt. Auf dem zweiten Album Circle of Demons waren Einflüsse aus verschiedenen Genres wie Emo, Rock, Alternative und Punk hörbar.

## Diskografie
- 2003: Shattered Dreams and Bourgeois Schemes (EP, The Imprint/Fiddler Records)
- 2005: It's Time to Decide (Album, Combat Records)
- 2007: Circle of Demons (Album, Century Media)